# Прапор Чехії
Як офіційний державний прапор Чехії перейняла прапор колишньої Чехословаччини, введений у 1920 році. Після виникнення Чехословаччини йшла довга дискусія про те, як повинен виглядати державний прапор. Ще з 1914 використовувалися різні форми біло-червоного прапора Богемії, чиє забарвлення, своєю чергою, було перейняте з герба Богемії. У 1918 році біло-червоний прапор був оголошений офіційним прапором Чехословаччини. У 1920 році з лівого боку додався синій шеврон (трикутник), що символізує Словаччину.

## Кольори
| Кольорова схема | Білий       | Червоний   | Синій      |
| --------------- | ----------- | ---------- | ---------- |
| CMYK            | 0-0-0-0     | 0-90-87-15 | 86-45-0-50 |
| HEX             | #FFFFFF     | #D7141A    | #11457E    |
| RGB             | 255-255-255 | 215-20-26  | 17-69-126  |

## Конструкція прапора
|                     |
| Конструкція прапора |

## Історія

Богемське королівство до 1918
Перша чехословацька республіка 1918–1920
Прапор Чехословаччини（1918-1919）
Прапор Чехословаччини (1919-1920)
Прапор Протекторату Богемії та Моравії (15.03.1939 — 04.05.1945)
Прапор Чехословаччини (1920-1990)

Чеське князівство виникло в X столітті після розпаду великоморавської держави. Король Чехії був одним з курфюрстів — князів, що мають право брати участь у виборах імператора Священної Римської імперії Німецької нації. Після битви на Білій Горі Чехія втратила незалежність і була включена до складу Габсбурзької імперії, хоча формально продовжувало існувати «королівство Богемія», королем якого автоматично ставав черговий австрійський імператор.
Національного прапора у Чехії не було до XX століття. Правда, існували «земельні кольори» — червоний і білий. Вони використовувалися для оформлення урядових будівель, уніформи, прапорів тощо. У XIX столітті з'являлися і різні варіанти прапора зі смуг цих кольорів. Найчастіше біла смуга
поміщалася вгорі, а червона внизу. Наприклад, чехословацький корпус в Росії під час громадянської війни мав прапори з білої та червоної горизонтальних смуг із зображеннями гербів чеських земель.
На початку 20 століття в народному середовищі іноді використовувалися гербові прапори, тобто червоні полотнища з білим левом. Часто полотнища мали облямівку з білих і червоних трикутників за зразком військових прапорів імперії Габсбургів.
28 жовтня 1918 року Національним комітетом у Празі проголошена самостійна Чехословацька держава (Словаччина приєдналася 30 жовтня). 14 листопада 1918 року Тимчасові національні збори проголосили Чехословацьку Республіку.
Прапором Чехословаччини спочатку був прапор, що складається з горизонтальних білої та червоної смуг, аналогічний сучасному польському прапору. Згідно з легендою, прабатько поляків князь Лех одного разу побачив білого орла на тлі червоного вечірнього неба, вибрав його своїм гербом і зробив білий і червоний кольори своїм прапором. Прабатько чехів князь Чех був рідним братом Леха, тому-то ці нації й використовували однакові прапори. Насправді це лише красива легенда.
Біло-червоний прапор вперше з'явився як офіційний символ чехословацької держави 18 жовтня 1918 року у Вашингтоні на будинку Томаша Масарика, майбутнього президента Чехословаччини. Проте вже до кінця 1918 року почала роботу комісія зі зміни державних символів. Членами комісії стали професор Г. Фридрих, архіваріус доктор Й. Новак, доктор Л. Кличман, празький архівіст В. Войтишек, прапорознавець Я. Курса. У червні 1919 року комісія вирішила додати на прапор синій колір. Ярослав Курса виконав безліч проєктів прапора в біло-червоно-синіх кольорах. Спочатку членам комісії сподобався прапор з білої та червоної горизонтальних смуг і синього трикутника у держака, що досягає 1/3 довжини прапора. Після тривалих суперечок було вирішено збільшити синій трикутник, щоб його вершина досягала середини полотнища. 30 березня 1920 року цей варіант прапора був офіційно затверджений.
Синій колір на прапорі зазвичай пояснювали як колір Моравії (герб Моравії — синій щит з орлом). Згідно з іншою версією червоний колір на прапорі символізував кров, пролиту патріотами за свободу батьківщини, білий — чистоту ідеалів і миролюбність, синій — безхмарне небо і ясні обрії країни. Рівносторонній трикутник символізував також рівність і єдність народів, що населяють Чехословаччину.
Чехословаччина пронесла свій прапор крізь усю свою історію. Він використовувався першою республікою, після розділу країни в 1938 році (т.зв. «мюнхенської змови») — утвореним під егідою фашистської Німеччини «протекторатом Богемії та Моравії», після закінчення війни — Чехословацькою Республікою, потім — Чехословацькою Соціалістичною Республікою, і нарешті — Чеською і Словацькою Федеральною Республікою. Мінялася офіційна ідеологія, мінявся герб, втрачаючи або набуваючи хрестів, зірок і інших атрибутів, але прапор залишався тим самим.
На початку 1990-х років, коли майбутній розпад Чехословаччини став очевидним, Геральдичний Комітет чеських Національних Зборів почав підготовку нових державних символів. З гербом проблем не було. Всі погодилися, що традиційний герб Богемії буде і далі представляти Чехію. Про прапор же не було єдиної думки. Частина фахівців висловлювалася за біло-червоний біколор. Комітет відзначив, що великою пошаною серед населення користується старий чехословацький прапор, але деяка частина населення була проти цього прапора з різних причин: по-перше, це був прапор маріонеткового гітлерівського «протекторату», по-друге, можлива була негативна реакція словаків на «узурпацію» чехами загального прапора.
Після довгих суперечок, 17 грудня 1992 року Геральдичний Комітет вирішив зробити прапором Чеської Республіки колишній прапор Чехословаччини. Цим було засвідчено пошану жителів до національного прапора, який широко використовувався в період 1939—1945 років не тільки прибічниками нацистів, але й антифашистськими силами; він же був прапором Празької весни 1968 року й антикомуністичних виступів 1989 року. Комітет зважив на те, що в Словаччині (яка в принципі теж могла претендувати на вексилологічну спадщину Чехословаччини) старий союзний прапор непопулярний. Були навіть випадки публічного спалювання чехословацького прапора словацькими націоналістами.
Однак затвердження прапору ідентичного до прапора Чехословацької республіки, порушило конституційний акт, що забороняє використання символів колишньої федеративної республіки Чехією і Словаччиною.